# 殴られる男
『殴られる男』（なぐられるおとこ、原題：The Harder They Fall）は、1956年制作のアメリカ合衆国の映画。マーク・ロブソン監督。
暗黒街の黒幕によって操られているボクシング界の内幕を暴いた社会派フィルム・ノワール。『波止場』の脚本で知られるバッド・シュールバーグ原作の小説の映画化。主演のハンフリー・ボガートの遺作。また、マックス・ベアやジャーシー・ジョー・ウォルコットといった元ヘビー級ボクサーが出演している。

## あらすじ
失業中のスポーツライターのエディはある日、ボクシング・プロモーターのニックからトロ・モレノという新人ボクサーの売り出しを依頼される。だがトロは、7フィートもある巨漢ながら力量はない見かけ倒しの男で、実はニックが相手を買収した八百長試合で勝ち進んでいた。やがてトロは、前ヘビー級チャンピオンのガスと試合を行なうことになったが、その試合でガスはトロのあっけないパンチに倒れ、脳出血で死亡してしまった。
トロを見世物にして甘い汁を吸うニックのやり方に憤りを感じたエディは、次の対戦相手ブラナンとの試合を前に、これまでの試合のインチキをトロに暴露した。真実を明かされたトロは八百長なしの本気でブラナンとの対戦に臨むが、あっけなくダウンし、入院する破目に。
翌日、トロのためにエディがニックの所に受け取りに行った金は、百数十万ドルの収入のうち、わずか49ドル余りだった。しかもニックは、トロをいかさまマネージャーに売りとばして見世物にしようとしていた。
金のためには血も涙もないニックの態度に腹をすえかねたエディは義侠心に目覚め、敢然と立ち向かうことを決意、ニックから受け取った金をトロにそっくり渡して彼を故郷のアルゼンチンに逃がしてやる。そして、この一連の出来事を題材とした「殴られる男」の記事の原稿を書き起こす。

## キャスト
※括弧内は日本語吹替。
- エディ：ハンフリー・ボガート（久米明）
- ニック：ロッド・スタイガー
- トロ・モレノ：マイク・レイン
- ベス：ジャン・スターリング
- ブラナン：マックス・ベア
- ジョージ：ジャーシー・ジョー・ウォルコット
- ジム：エドワード・アンドリュース
- ポップ：ジャック・アルバートソン
- ヴィンス：フェリス・オーランディ
- レオ：ネヘマイア・パーソフ
- アート：ハロルド・ストーン
- ヴァル・エイヴリー

## その他
原作及び本作の新人ボクサー・トロは、プリモ・カルネラがモデルとされている。カルネラはプライバシーを侵害されたとして訴訟を起こしたが、敗訴した。